# Шатирбайський сільський округ
Шатирба́йський сільський округ (каз. Шатырбай ауылдық округі, рос. Шатырбайский сельский округ) — адміністративна одиниця у складі Саркандського району Жетисуської області Казахстану. Адміністративний центр — село Шатирбай.
Населення — 527 осіб (2021; 741 у 2009, 1007 у 1999, 1355 у 1989).
Станом на 1989 рік існувала Веселівська сільська рада (село Веселе).